# شيم ديمير
شيم دمير (بالتركية: Cem Demir)‏ هو لاعب كرة قدم تركي، ولد في 30 أبريل 1985 في أرزينجان في تركيا. لعب مع نادي طرابزون سبور.

## وصلات خارجية
- شيم دمير على موقع اتحاد تركيا (لاعب) (الإنجليزية)
- شيم دمير على موقع قاعدة بيانات كرة القدم.إي يو (الإنجليزية)
- شيم دمير على موقع عالم كرة القدم.نت (الإنجليزية)